# Last.fm
Last.fm er en internettjeneste som registrerer hvilken musik deres brugere lytter til. Denne information bliver brugt til at generere en smagsprofil, som der bliver anbefalet musik og kunstnere ud fra.
Hver bruger får sin egen oversigt, som viser hvilke kunstnere og sange de lytter mest til. Kunstnerne får deres egne hitlister, hvor der står hvilke sange der bliver spillet mest af platformens brugere. Desuden er der en overordnet hitliste som viser hvilke bands og sange, der er mest populære. 
Last.fm samler denne information via et plug-in som brugerne installerer til deres foretrukne medieafspiller.